# NGC 693
إن جي سي 693 (بالألمانية: NGC 693) التي يرمز لها بالرمز NGC 693، هي مجرة، في كوكبة الحوت.

## الاكتشاف
اكتشفت في 25 ديسمبر 1790، بواسطة ويليام هيرشل.